# Martuyhunira
Martuyhunira är ett australiskt språk som talades av 5 personer år 1981. Martuyhunira talas i Väst-Australien. Martuyhunira tillhör de pama-nyunganska språken.